# Szerecsen Patikamúzeum
A Szerecsen Gyógyszertár (ahogy sokan ismerik a Sipőcz Patika) Pécs első gyógyszertára, mely napjainkban patikamúzeumként működik.

## Története
Pécs első patikáját Seitz Nepomuk János zágrábi patikus alapította 1697-ben „Szerecsen” néven. A mai Jókai tér környéki patikát több tulajdonosváltás után a házzal és a füvészkerttel együtt megvette Sipőcz István gyógyszerész, aki 1864-ben költöztette át a jelenlegi helyére.
1897-ben (megnyitása 200. évfordulóján) Schlauch Imre építész tervei szerint neorokokó bútorzattal (Hoffmann-féle „Első pécsi bútor-, ajtó- és ablak-gyár”), Zsolnay kerámia díszítéssel és standedényekkel újították fel, egy terjék – a csodagyógyszer – edényzete díszíti.
1989-ben a Baranya megyei Gyógyszertári Központ akkori igazgatója, Kőhegyi Imréné Arató Ágnes felújíttatta a patikát, a patikabútorok restaurálását Répay Gábor gyógyszerész, restaurátor végezte el. A helyiségek muzeális értékei a felújítás után is megmaradtak, s még több mint tíz évig eredeti funkciójában, gyógyszertárként működött.
Napjainkban a Janus Pannonius Múzeum működtetésében patikamúzeumként funkcionál.